# 사오시카
사오시카(小男鹿)는, 도쿠시마현 도쿠시마시를 중심으로 제조 및 판매되는 미야게가시이다.

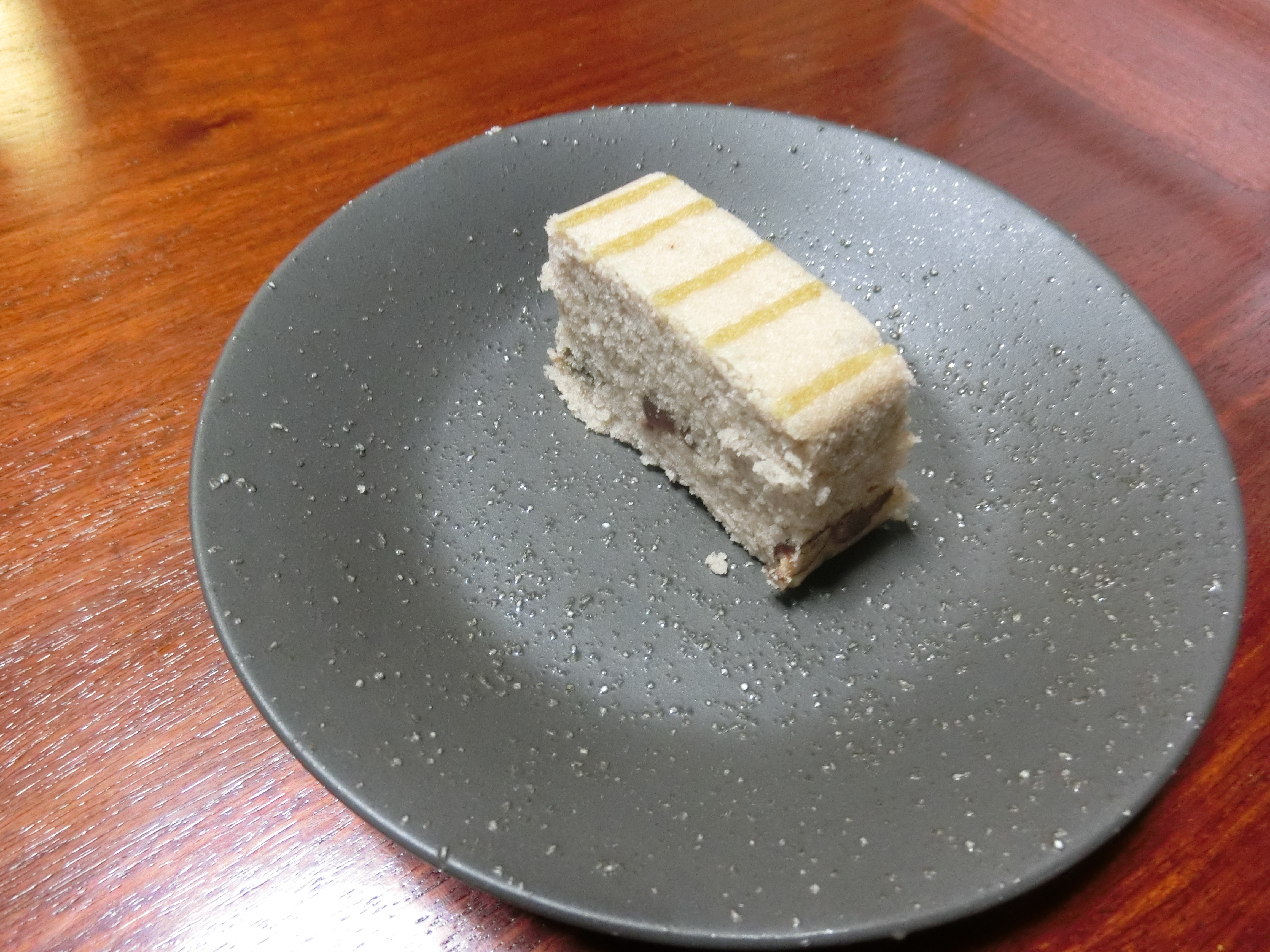
사오시카를 자른 모습.

## 요약
참마와 아와와산본당, 팥과 쌀을 이용하여, 전통적인 방법을 사용하여 찐 과자로, 도쿠시마현 도쿠시마 시에 본사를 두고 있는 주식회사 "후지야(冨士屋)"에서 제조 및 판매하고 있다. 사오가시라고도 불리며, 길고 얇은 직육면체 모양을 하고 있어, 이를 잘라 나눠 먹는다. 등 부분의 길고 가는 선 무늬와, 반죽 사이사이의 팥에 의해 새끼 사슴의 모습을 연상시킨다.
비교적 고가이기에, 가정용보다는 답례품으로 이용되는 경우가 많다.

## 유래
메이지 천황의 와카 "저 달도 지금 / 높이 오르려 하는 / 이 산마루에 / 드높이 들려오는 / 작은 숫사슴 / 울음소리 속에는" 에서의 "작은 숫사슴"에서 이 이름을 따 온 것이라 전해진다. "작은 숫사슴"은 뿔에 가지가 없는 작은 수컷의 사슴을 말하며, "작은(小)"이란 작거나 어린 것을 말하는 접두어이다. 숫사슴의 자태와 우아한 남자의 마음을 과자에 이야기하는 것이다.

## 같이 보기
- 후지야(冨士屋)
- 분류:일본의 과자